# Interleukine-4
Interleukine-4 (IL-4), ook wel B-cel-stimulerende factor 1 (BSF-1) genoemd, is een cytokine met een complexe immunomodulerende werking. Deze interleukine heeft zowel remmende als stimulerende effecten op verschillende onderdelen van het immuunsysteem. IL-4 stuurt bijvoorbeeld de differentiatie van naïeve T-helpercellen in de richting van Th2-cellen. IL-4 wordt voornamelijk geproduceerd door mestcellen, eosinofielen en basofielen. Het speelt een regulerende rol in allergische reacties.

## Synthese
IL-4 is een 15 kDa eiwitproduct van het IL4-gen, met als chromosomale locus 5q31.1. Het eiwit is sterk geconserveerd en komt onder andere voor bij de chimpansee, koe, wolf en kip. IL-4 kan geproduceerd worden door mestcellen, basofiele, eosinofiele en neutrofiele granulocyten, lymfocyten en beenmergstromacellen. Expressie van IL-4 mRNA begint binnen 6 uur na activatie van een T-lymfocyt.

## Werking
Als activatie van een T-lymfocyt plaatsvindt via de T-celreceptor (TCR) is het voornamelijk afhankelijk van cytokines in de omgeving van de cel of deze zich ontwikkelt tot een Th-1- of Th-2-stimulerende cel. Onder invloed van een overwicht van IL-4 ontwikkelt de naïeve Th-0 T-lymfocyt zich tot een Th-2 cel en zal de cel zelf IL-4 en IL-5 gaan secerneren. IL-4 stimuleert de overleving van B-lymfocyten door inductie van anti-apoptotische Bcl-2 factoren en daarmee de productie van immunoglobulinen.

## Klinische significantie
Het toedienen van IL-4, analoga of geneesmiddelen die IL4-productie stimuleren heeft mogelijk een toepassing bij auto-immuunziekten. Remming van IL-4 heeft dan weer potentie voor de behandeling van allergieën en astma.